# Andreas Werner (Orgelbauer)
Andreas Werner (* vor 1617; † 1662) war ein Orgelbauer in Sachsen und Brandenburg.

## Leben und Werk
Er war ein Sohn des Orgelbauers Peter Werner aus Leipzig und möglicherweise ein Bruder des Orgelbauers Johann Werner in Elbing.
1632 heiratete er in Leipzig Margarete Schultze und übernahm wahrscheinlich die Werkstatt des Vaters. 1639 reparierte Andreas Werner die Orgel in der Nikolaikirche in Leipzig und 1643 in der Nikolaikirche in Spandau. 1659 wurde Andreas Werner in Berlin offiziell zum Hoforgel- und Instrumentenmacher ernannt. 1662 starb er.
Sein Sohn Johann Christoph Werner (* 1633, begraben 23. März 1706) baute in der Nikolaikirche in Jüterbog ein Positiv, das heute die älteste erhaltene Mittelton-Orgel in Brandenburg ist. Er wurde 1667 zum Hoforgel- und Instrumentenmacher in Berlin ernannt.